# NGC 4845
NGC 4845 (również NGC 4910, PGC 44392 lub UGC 8078) – galaktyka spiralna (Sab), znajdująca się w gwiazdozbiorze Panny. Należy do galaktyk Seyferta typu 2.
Odkrył ją William Herschel prawdopodobnie 24 stycznia 1784 roku, jednak w pozycji podanej przez niego dla tej obserwacji nic nie ma, i choć jest ona najbliższą tej pozycji jasną galaktyką, nie ma pewności, czy rzeczywiście ją wtedy zaobserwował. John Dreyer skatalogował tę obserwację jako NGC 4910. Na pewno Herschel obserwował tę galaktykę 24 lutego 1786 roku, ta obserwacja została skatalogowana przez Dreyera jako NGC 4845.